# Замок Ле-Кенель
Замок-палац Ле-Кенель (фр. Château de Le Quesnel) — закинутий і зруйнований замок в муніципалітеті Ле-Кенель (регіон О-де-Франс, департамент Сомма, Франція).

## Історія
Замок належав лицарському роду Кенель у XII столітті. Будівля постраждала під час Тридцятирічної війни — була пограбована і частково спалена. У ХVIII ст. маєток придбав Жан Ле-Фортом, який одружився з Марі Дам'єн. Саме після смерті Жана 1751 року його син Жан Батіст Ле-Форт побудував фундамент нинішнього замку. На той час помешкання мало тільки один поверх.
1853 року фасад палацу був змінений графом Шарлем де Бурдоном — побудований новий павільйон і добудований другий поверх.
Замок Кенель був захоплений і розбомблений німецькими військами під час Першої світової війни. По її завершенню Віконт Бурдон відновив старовинне помешкання і подарував його своїй дочці графині Люссак. Після Другої світової війни нерухомість була пограбованою і залишилась покинутою аж до 1985 року. Тоді замок купив невстановлений паризький адвокат, який почав проводити відновлювальні роботи. Однак незабаром з невідомих причин новий власник покинув маєток і вже не повернувся туди. Наприкінці 1990-х частина будівлі обвалилась.
У грудні 2018 року за нез'ясованих обставин замок Кенель згорів. Існує припущення, що це могли зробити місцеві сектанти, які ще з середини ХХ ст. проводили там свої окультні заходи. Незадовго до інциденту в маєтку провів ніч російський відеоблогер Діма Масленников. Під час зйомки ним було зафіксовано багато випадків збою роботи приладів: дивна поведінка прожекторів, диктофону, дивні рухи деяких предметів тощо. Після публікації відеоматеріалу 10 грудня 2018 року на своєму YouTube-каналі у ніч з 10 на 11 грудня сталась руйнівна пожежа. До ранку полум'я вдалось загасити, однак вціліла тільки частина фасаду, а точніше зовнішні стіни. Станом на червень 2025 р. палацова територія залишається занедбаною, а вцілілі залишки замку-палацу зазнають руйнації.

## Власники
- XII століття — рід Кенель.
- XVIII століття — Жан Ле-Форт.
- 1751 рік — Жан Батист Ле-Форт.
- XX століття — Віконт Бурдон.
- 1985 рік — невідомий паризький адвокат.

## Примітка
1. ↑  Château de Le Quesnel (англ.). Forgotten and Abandoned Places. 19 січня 2016. Процитовано 17 червня 2021.
2. ↑  Французский замок Кенель незадолго до разрушительного пожара (рос.). bigpicture.ru. Архів оригіналу за 24 червня 2021. Процитовано 17 червня 2021.
3. ↑  Во Франции сгорел замок, в котором Масленников снимал выпуск GhostBuster (рос.). tubik. 14 грудня 2018. Архів оригіналу за 24 червня 2021. Процитовано 17 червня 2021.